# 52231 Sitnik
52231 Sitnik este un asteroid din centura principală de asteroizi.

## Descriere
52231 Sitnik este un asteroid din centura principală de asteroizi. A fost descoperit pe 5 septembrie 1978 la Observatorul de Astrofizică din Crimeea de Nikolai Cernîh. Asteroidul prezintă o orbită caracterizată de o semiaxă mare de 2,24 ua, o excentricitate de 0,21 și o înclinație de 4,0° în raport cu ecliptica.